# Miriam Kastlunger
Miriam-Stefanie Kastlunger (Innsbruck, 2 febbraio 1994) è un'ex slittinista austriaca.

## Biografia
Ha iniziato a gareggiare per la nazionale austriaca nelle varie categorie giovanili vincendo una medaglia di bronzo nella gara a squadre ai campionati europei juniores di Winterberg 2012 e due medaglie ai Giochi olimpici giovanili invernali di Innsbruck 2012: l'oro nel singolo e il bronzo nella gara a squadre.
A livello assoluto ha esordito in Coppa del Mondo nella stagione 2009/10, ha conquistato il primo podio il 7 febbraio 2016 nella gara a squadre a Soči (3ª) mentre detiene quale miglior risultato nel singolo il quinto posto e il quarto nel singolo sprint. In classifica generale si è classificata al tredicesimo posto nel 2015/16 nella specialità monoposto.
Ha preso parte ai Giochi olimpici invernali di Soči 2014 giungendo diciassettesima nel singolo e settima nella gara a squadre.
Ha partecipato altresì a due edizioni dei campionati mondiali totalizzando quali migliori prestazioni la quindicesima piazza nel singolo e la sesta nella competizione a squadre, ottenuti a Sigulda 2015, e la quindicesima nel singolo sprint raggiunta nell'edizione di Schönau am Königssee 2016. Nelle competizioni continentali, ha ottenuto la medaglia d'argento nella gara a squadre a Schönau am Königssee 2017 con Wolfgang Kindl e la coppia Thomas Steu / Lorenz Koller.
Annunciò il proprio ritiro dalle competizioni a giugno del 2018.

## Palmarès

### Europei
- 1 medaglia:
  - 1 argento (gara a squadre a Schönau am Königssee 2017).

### Europei juniores
- 1 medaglia:
  - 1 bronzo (gara a squadre a Winterberg 2012).

### Olimpiadi giovanili
- 2 medaglie:
  - 1 oro (singolo ad Innsbruck 2012);
  - 1 bronzo (gara a squadre ad Innsbruck 2012).

### Coppa del Mondo
- Miglior piazzamento in classifica generale nel singolo: 13ª nel 2015/16.
- 5 podi (tutti nelle gare a squadre):
  - 1 secondo posto;
  - 4 terzi posti.

### Coppa del Mondo juniores
- Miglior piazzamento in classifica generale nel singolo: 7ª nel 2011/12.